# Tomolips
Tomolips är ett släkte av skalbaggar. Tomolips ingår i familjen vivlar.
Kladogram enligt Catalogue of Life:
| Tomolips | \| \| Tomolips asperatus \| \| \| \| \| \| Tomolips bicalcaratus \| \| \| \| \| \| Tomolips quercicola \| \| \| \| |
|          | \| \| Tomolips asperatus \| \| \| \| \| \| Tomolips bicalcaratus \| \| \| \| \| \| Tomolips quercicola \| \| \| \| |
|          | Tomolips asperatus                                                                                                 |
|          | |
|          | Tomolips bicalcaratus                                                                                              |
|          | |
|          | Tomolips quercicola                                                                                                |
|          | |